# ガブリエラ・フンドラ
ガブリエラ・フンドラ（Gabriela Fundora、2002年3月29日 - ）は、アメリカ合衆国のプロボクサー。フロリダ州ウェストパームビーチ出身。出身。現WBA・WBC・IBF・WBO女子世界フライ級統一王者。
WBC・WBO世界スーパーウェルター級統一王者のセバスチャン・フンドラは兄。

## 来歴
2021年5月15日、カーソンにてジャズミン・ヴァルヴェルデとの対戦でプロデビューし判定勝利。
1無効試合を挟んで8連勝で2022年10月8日、プロ初タイトル挑戦として、ナオミ・アレラノ・レイエスとのWBC女子ラテンフライ級王座決定戦に臨み、3-0判定勝ちを収め初タイトル獲得。
2023年2月23日、メキシコシティにてタニア・ガルシア・エルナンデスとのWBC女子世界フライ級ユース王座決定戦に臨み、3-0判定勝ちを収めで2冠目獲得。
2023年4月8日、マリア・ミチェオ・サンティゾと対戦し3-0の判定勝ち。

### 世界王座獲得
2023年10月21日、イングルウッドのキア・フォーラムにてIBF女子世界フライ級王者アレリー・ムシーニョに挑戦し、5回に2度ダウンを奪いKOで降し、プロ無敗のまま初の世界王座奪取に成功。
2024年1月16日、デビュー当時から所属しているサンプソン・ボクシングと共同プロモーションの形でゴールデンボーイ・プロモーションズと契約した。
2024年1月27日、アリゾナ州・フェニックスのフットプリント・センターでハイメ・ムンギア対ジョン・ライダーの前座でIBF女子世界フライ級5位のクリスティーナ・クルスと初防衛戦を行い、12回59秒TKO勝ちを収め初防衛に成功。

### 最年少での4団体王座統一
2024年11月2日、ラスベガスにてWBA・WBC・WBOフライ級王者ガブリエラ・アラニスとの4団体王座統一戦に挑み、7回1分40秒TKO勝利でIBF王座2度目の防衛とともに22歳7ヶ月と男女通じて史上最年少の4団体王座統一に成功。
2025年4月19日、カリフォルニア州オーシャンサイドのフロントウェーブ・アリーナでマリリン・バディージョと4団体王座の防衛戦に臨み、7回1分40秒TKO勝利でIBF王座3度目の防衛とWBA・WBC・WBO王座初防衛に成功した。

## 獲得タイトル
- WBC女子ラテンフライ級王座
- WBC女子世界フライ級ユース王座
- IBF女子世界フライ級王座（防衛3）
- WBA女子世界フライ級王座（防衛1）
- WBC女子世界フライ級王座（防衛1）
- WBO女子世界フライ級王座（防衛1）